# علی کمال عتمان
علی کمال عتمان (انگلیسی: Ali Kamal Etman؛ زادهٔ ۶ ژوئن ۱۹۴۱) بازیکن فوتبال است.
وی همچنین در تیم ملی فوتبال مصر بازی کرده‌است.